# Enzo Muzii
Enzo Muzii (Asmara, 13 de enero de 1926–Velletri, 2 de febrero de 2014) fue un cineasta, director de televisión y guionista italiano. En 1968 ganó el Gran Premio del Jurado en el Festival Internacional de Cine de Berlín por su película Come l'amore, cinta por la que también recibió nominaciones en el Festival Internacional de Cine de Chicago.
El director falleció el 2 de febrero de 2014 en Velletri, Lazio, a los ochenta y ocho años.

## Filmografía

### Como director
- 1988 - Chéri (telefilme)
- 1986 - Fuori scena (telefilme)
- 1983 - Dieci registi italiani, dieci racconti italiani (serie de televisión)
- 1981 - Fosca (telefilme)
- 1980 - La signorina Else (telefilme)
- 1976 - Alle origini della mafia (serie de televisión)
- 1970 - Una macchia rosa (largometraje)
- 1968 - Come l'amore (largometraje)
- 1963 - I misteri di Roma (documental)

## Premios y distinciones
Festival Internacional de Cine de Berlín
| Año  | Categoría                                      | Película     | Resultado |
| ---- | ---------------------------------------------- | ------------ | --------- |
| 1968 | Oso de Plata. Premio extraordinario del jurado | Come l'amore | Ganador   |
| 1968 | Premio a la juventud                           | Come l'amore | Ganador   |